# Tornio
Tornio (szw. Torneå, lap. Duortnus) – miasto i gmina w północnej Finlandii, w regionie Laponia, podregionie Kemi–Tornio. Miasto leży tuż przy granicy ze Szwecją i tworzy wspólny układ urbanistyczny ze szwedzkim miastem Haparanda leżącym po drugiej stronie ujścia rzeki Torne do Zatoki Botnickiej. W 2023 miasto zamieszkiwało 21 048 osób. Powierzchnia wynosi 1 348,83 km², z czego ląd zajmuje 1 188,00 km², woda słodka 40,83 km² a morze 120 km².
W mieście znajduje się węzłowa stacja kolejowa oraz port zamarzający przez zimę. 

## Miasta partnerskie
- Szekszárd